# Circuito de Guecho 2017
La 72.ª edición del Circuito de Guecho fue una carrera ciclista que se disputó el 31 de julio de 2017 sobre un trazado de 170 kilómetros con inicio y final en Guecho.
La prueba perteneció al UCI Europe Tour 2017 de los Circuitos Continentales UCI, dentro de la categoría 1.1.
La carrera fue ganada por el corredor español Carlos Barbero del equipo Movistar, en segundo lugar Ángel Madrazo (Delko Marseille Provence KTM) y en tercer lugar José Herrada (Movistar).

## Equipos participantes
| WorldTeam- Movistar Team Equipos continentales profesionales (6)- Caja Rural-Seguros RGA - Sport Vlaanderen-Baloise - Delko Marseille Provence KTM - Fortuneo-Oscaro - Manzana Postobón - Nippo-Vini Fantini Equipos continentales (8)- Armée de terre - Dare Viator Partizan - Kuwait-Cartucho.es - Euskadi Basque Country-Murias - Burgos-BH - Unieuro Trevigiani-Hemus 1896 - Massi-Kuwait Cycling Project - Team Ukyo |
| |

## Clasificaciones finales
- Las clasificaciones finalizaron de la siguiente forma:[2]

| \| Clasificación general \| Clasificación general \| Clasificación general \| Clasificación general \| Clasificación general \| \| Ciclista \| Ciclista \| Equipo \| Tiempo \| \| \| --------------------- \| --------------------- \| ---------------------------- \| --------------------- \| --------------------- \| \| 1.º \| Carlos Barbero \| Movistar Team \| 3 h 53 min 06 s \| \| \| 2.º \| Ángel Madrazo \| Delko-Marseille Provence-KTM \| + 2 s \| \| \| 3.º \| José Herrada \| Movistar Team \| + 4 s \| \| \| 4.º \| Egoitz Fernández \| Team Ukyo \| + 4 s \| \| \| 5.º \| Thomas Sprengers \| Sport Vlaanderen-Baloise \| + 4 s \| \| \| 6.º \| Aldemar Reyes Ortega \| Manzana Postobón \| + 4 s \| \| \| 7.º \| Eliot Lietaer \| Sport Vlaanderen-Baloise \| + 4 s \| \| \| 8.º \| Aimé De Gendt \| Sport Vlaanderen-Baloise \| + 6 s \| \| \| 9.º \| Ibai Salas \| Burgos-BH \| + 8 s \| \| \| 10.º \| Benjamín Prades \| Team Ukyo \| + 8 s \| \| |                      |                              |                 |
| |                      |                              |                 |
| Fuente: ProCyclingStats |                      |                              |                 |
| Clasificación general |                      |                              |                 |
| Ciclista | Ciclista             | Equipo                       | Tiempo          |
| 1.º | Carlos Barbero       | Movistar Team                | 3 h 53 min 06 s |
| 2.º | Ángel Madrazo        | Delko-Marseille Provence-KTM | + 2 s           |
| 3.º | José Herrada         | Movistar Team                | + 4 s           |
| 4.º | Egoitz Fernández     | Team Ukyo                    | + 4 s           |
| 5.º | Thomas Sprengers     | Sport Vlaanderen-Baloise     | + 4 s           |
| 6.º | Aldemar Reyes Ortega | Manzana Postobón             | + 4 s           |
| 7.º | Eliot Lietaer        | Sport Vlaanderen-Baloise     | + 4 s           |
| 8.º | Aimé De Gendt        | Sport Vlaanderen-Baloise     | + 6 s           |
| 9.º | Ibai Salas           | Burgos-BH                    | + 8 s           |
| 10.º | Benjamín Prades      | Team Ukyo                    | + 8 s           |

## UCI World Ranking
El Circuito de Guecho otorga puntos para el UCI Europe Tour 2017 y el UCI World Ranking, este último para corredores de los equipos en las categorías UCI ProTeam, Profesional Continental y Equipos Continentales. Las siguientes tablas son el baremo de puntuación y los corredores que obtuvieron puntos:
| Posición              | 1.ª | 2.ª | 3.ª | 4.ª | 5.ª | 6.ª | 7.ª | 8.ª | 9.ª | 10.ª |
| Clasificación general | 125 | 85  | 70  | 60  | 50  | 40  | 35  | 30  | 25  | 20   |

| 1.º  | Carlos Barbero       | Movistar                     | 125 |
| 2.º  | Ángel Madrazo        | Delko Marseille Provence KTM | 85  |
| 3.º  | José Herrada         | Movistar                     | 70  |
| 4.º  | Egoitz Fernández     | Team Ukyo                    | 60  |
| 5.º  | Thomas Sprengers     | Sport Vlaanderen-Baloise     | 50  |
| 6.º  | Aldemar Reyes Ortega | Manzana Postobón             | 40  |
| 7.º  | Eliot Lietaer        | Sport Vlaanderen-Baloise     | 35  |
| 8.º  | Aimé De Gendt        | Sport Vlaanderen-Baloise     | 30  |
| 9.º  | Ibai Salas           | Burgos-BH                    | 25  |
| 10.º | Benjamín Prades      | Team Ukyo                    | 20  |